# Peinture Kalam
Pour les articles homonymes, voir Kalam.

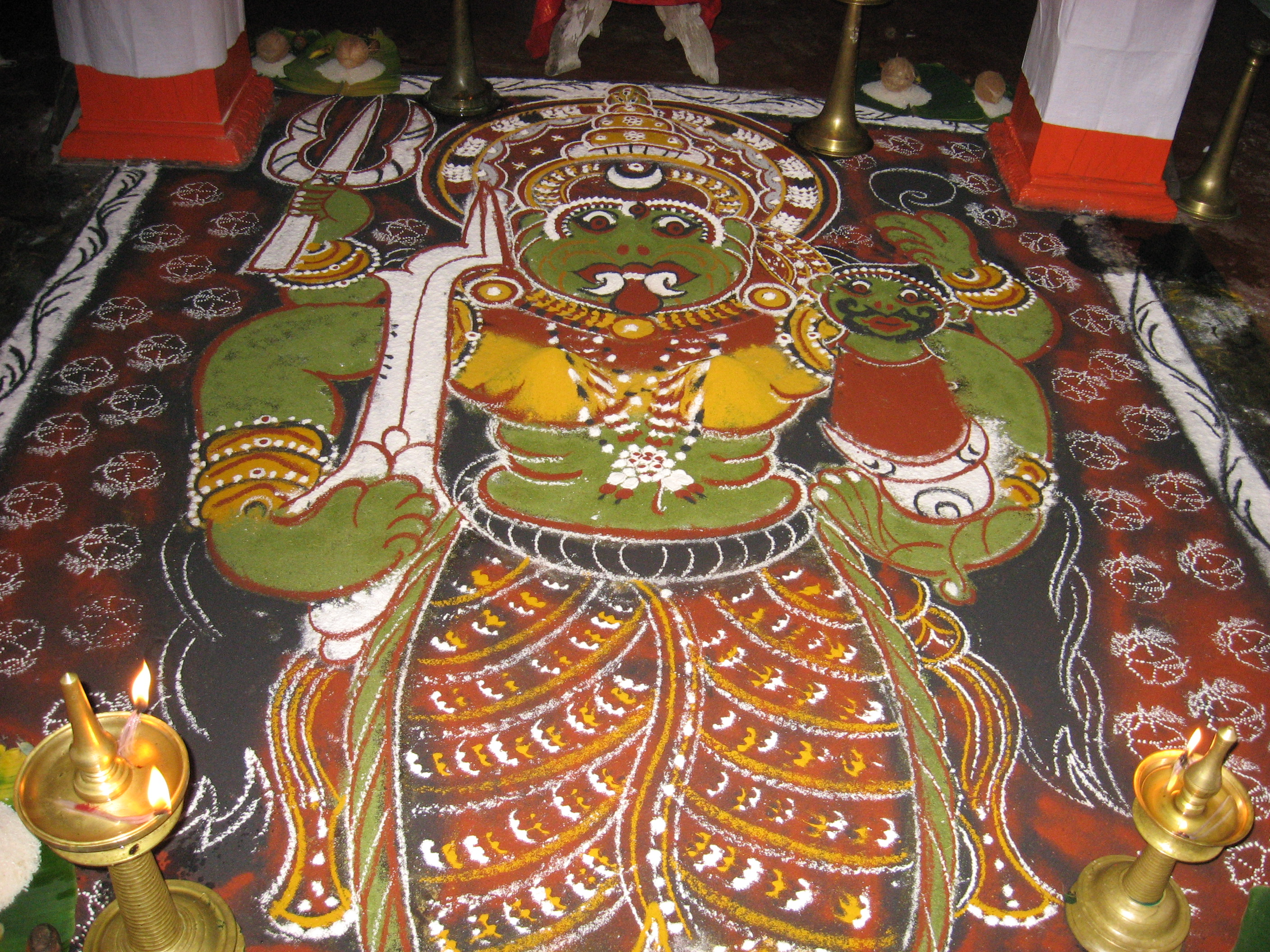

Au Kerala, les kalam, kalam ezhuthu ou kalampattu (malayalam : കളമെഴുത്തുപാട്ട് ; translittération ISO 15919 : kaḷameḻuttupāṭṭ) sont l’apanage de certaines communautés d’hommes : des peintres rituels dont la tâche héréditaire consiste à élaborer des frises anthropomorphes dans les temples et les maisons.
Le kalam est élaboré dans un but thérapeutique car dans l’esprit du villageois indien, les maladies, la stérilité, la mort prématurée étaient et sont encore attribuées aux puissances surnaturelles ou aux « esprits saisisseurs » qu’il convient d’amadouer ou d’anéantir par des incantations, des chants et des gestes symboliques des mains (mudra).
Dans les chants coutumiers du Kerala, « Pulluvanpattu » est une requis[Quoi ?] dans le « Sarppakkalam », un art rituel à la grâce des dieux des serpents. Au Nord de l'état, c'est l'imagination du shruthi, dans le Pulluvanpattu qui conçoit les humains comme des serpents et qui efface le Kalam.

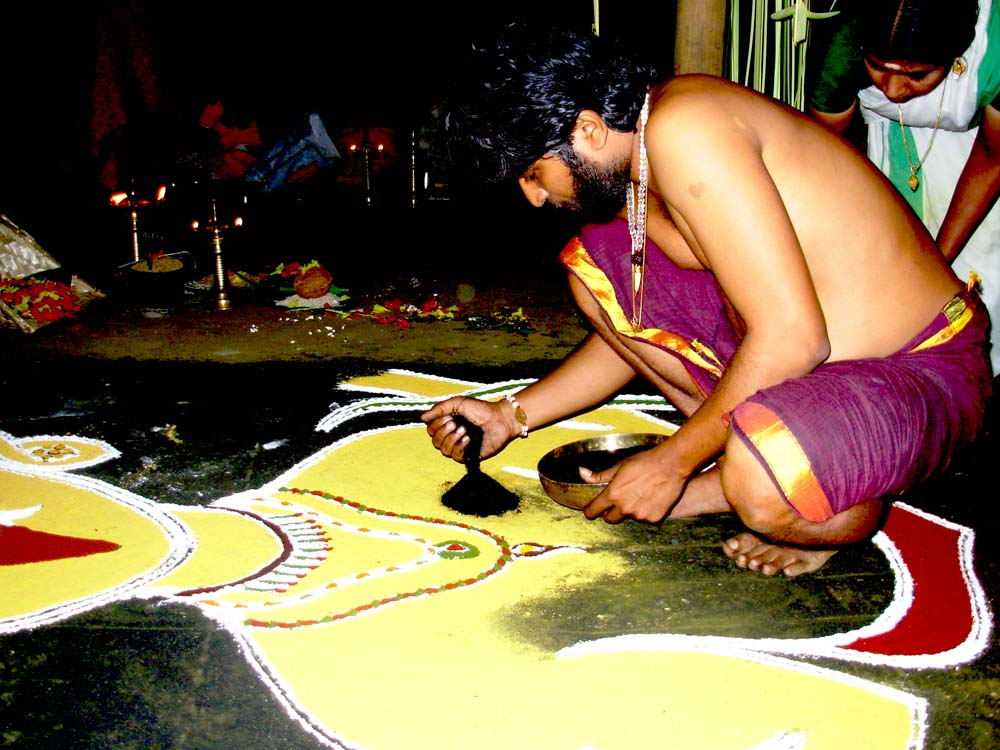
Homme et femme pratiquant la peinture kamkam ezhutu.
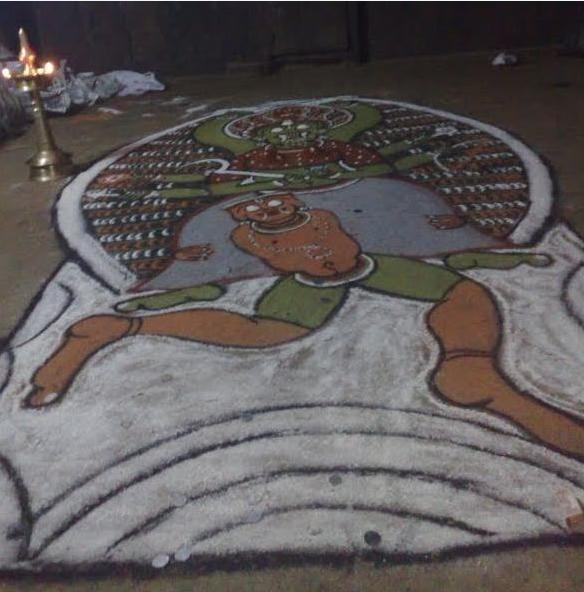
Kalam ezhutu au temple Poovattoor.